# Paul McCreesh
Paul McCreech est un chef d'orchestre anglais né le 24 mai 1960 à Londres.

## Biographie
Violoncelliste de formation, il a effectué des études de musicologie à l'université de Manchester. En 1982, il crée son ensemble, le Gabrieli Consort and Players aux armoiries de Saint Marc. Le Gabrieli est composé d'éléments jeunes et talentueux, encadrés par des musiciens expérimentés comme T. Roberts (claveciniste).

## Répertoire
À la tête de cet ensemble, Paul McCreesh s'est rapidement fait remarquer pour les reconstitutions d'événements musicaux de la période de la Renaissance et de l'époque baroque. Dans ce répertoire, ses lectures audacieuses et dynamiques ont beaucoup apporté à la musique, aux mélomanes, et lui ont permis de diriger le Gabrieli dans les plus grandes salles de concerts et dans les grands festivals. La spécialisation chorale qu'il a donnée au Gabrieli lui permet de présenter des chanteurs exceptionnels, et de produire des enregistrements qui font référence (Requiem pour Philippe II de Moralès, notamment).
Aujourd'hui, le Gabrieli et Paul McCreesh se sont lancés dans l'interprétation d'œuvres plus récentes (classique et romantique). Son enregistrement du Requiem de Berlioz en 2010, marque « une nouvelle approche » de ce compositeur. On le voit aussi régulièrement à la tête de grands orchestres.